# Maobrontops
Maobrontops ist eine ausgestorbene Gattung der Brontotherien, einer nicht mehr existierenden Gruppe von Unpaarhufern, die möglicherweise den Equidae näher steht. Gefunden wurde bisher lediglich ein fragmentierter Oberkiefer, der aus der Youganwo-Formation im südlichen China stammt und in das Obere Eozän vor etwa 38 bis 33 Millionen Jahren datiert. Der Fund verweist auf einen größeren Vertreter der Brontotherien. Es handelt sich um den bisher südlichsten Nachweis der Gruppe in China. Die Gattung wurde im Jahr 2018 wissenschaftlich eingeführt. Es ist eine Art anerkannt.

## Merkmale
Maobrontops ist ein großer Vertreter der Brontotherien, allerdings liegt von ihm bisher nur ein Oberkieferfragment mit den erhaltenen hintersten beiden Prämolaren und den ersten beiden Molaren vor. Anhand der Zahngrößen wird auf ein Gewicht von rund 790 kg geschlossen, was deutlich weniger ist als das bekannte Maximalgewicht von Embolotherium. Der Oberkiefer selbst ist schlecht überliefert und birgt keine differenzialdiagnostischen Merkmale, ebenso hat sich der vorletzte Prämolar nur fragmentarisch erhalten. Der letzte Prämolar war von rechteckiger, kurzer Gestalt. Wangenseitig befand sich ein dickes Schmelzband, das zwei markante Höcker einschloss, den Metaconus und den Paraconus. Auf den Rückseiten beider Höcker saßen markante Rippeln. Die Zungenseite des Zahns wurde dagegen vom Protoconus dominiert, der ähnlich hoch war wie die beiden anderen Höcker. Der Hypoconus, der bei einigen anderen entwickelten asiatischen Brontotherien auf den Prämolaren vorkommt, fehlte bei Maobrontops. Um den Zahn verlief auf der Zungenseite ein Cingulum, ein wulstartiger Vorsprung aus Zahnschmelz, auf dem einzelne kleinere Buckelchen ausgebildet waren. Die Molaren wiesen eine rechteckige bis trapezförmige Form auf. Sie besaßen die für Brontotherien typischen W-förmig verlaufenden, wangenseitigen Schmelzfalten, die den Meta- mit dem Paraconus verbanden, wobei der Zahnschmelz bis zu 3 mm dick wurde. Der Proto- und der Hypoconus ragten gegenüberliegend auf der Zungenseite auf, waren aber deutlich niedriger als die beiden anderen Buckel. Ersterer hatte ein konisches, letzterer ein eher rippelartiges Aussehen. Am vorderen, zungenseitigen Ende der Molaren fand sich ein zusätzlicher Höcker, der abweichend von zahlreichen anderen Brontotherien, ausgenommen einigen späten asiatischen Formen, relativ groß war. Ein Cingulum kam nur am vordersten Molaren zungenseitig vor. Der erste Molar wurde 5,6 cm lang und 5,7 cm breit, der zweite war mit 7,3 cm Länge und 7,0 cm Breite deutlich größer.

## Fossilfunde

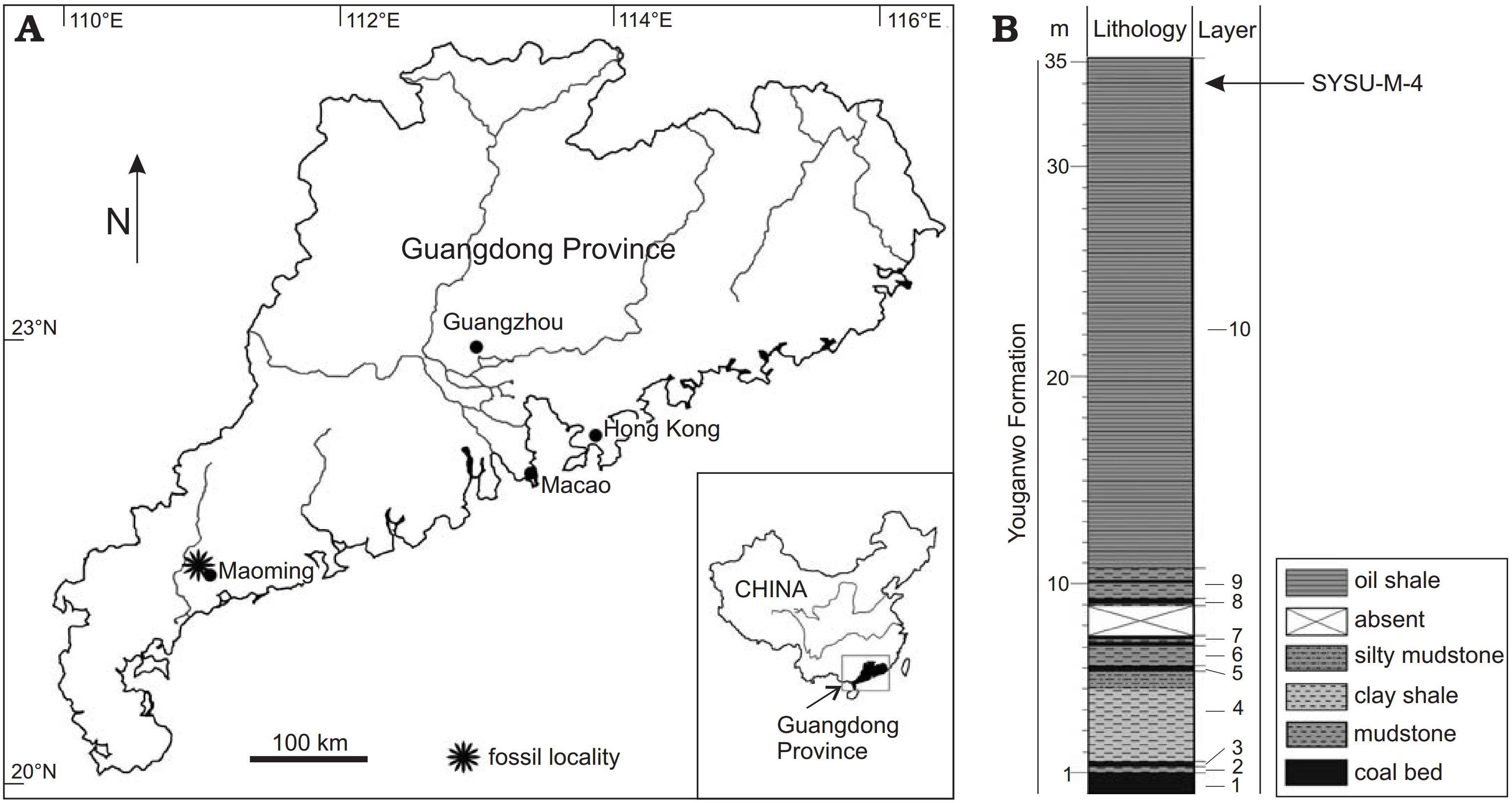
Fundstelle des Holotyp-Exemplars von Maobrontops

Der bisher singuläre Fund von Maobrontops wurde im südlichen China im Maoming-Becken bei Maoming in der Provinz Guangdong entdeckt. Dort sind Sedimente der Youganwo-Formation aufgeschlossen. Diese bestehen aus einzelnen Kohlelagen, überdeckt von Ton- und Schluffsteinen, auf denen ein mächtiges Paket von dunkelbraunen, ölschieferhaltigen Ablagerungen folgt. Die Sedimentfolge kann als Rest eines ehemaligen Sees gedeutet werden. Das Alter der Ablagerungen wurde magnetostratigraphisch und palynologisch auf einen Zeitraum vom Übergang des Mittleren zum Oberen Eozän bis zum Ende des Oberen Eozäns bestimmt mit absoluten Altersangaben von etwa 38 bis 33 Millionen Jahren. Der größte Teil der Fossilfunde, vor allem der von Wirbeltieren, lagert in den oberen Abschnitten des Ölschiefers. Bisher setzt sich das Fundmaterial aus karpfenartigen Fischen, verschiedenen Halsberger-Schildkröten, Gavialen und Alligatoren sowie Säugetieren zusammen. Die Säugetiere sind nur über wenige Funde belegt, darunter neben dem Nachweis von Maobrontops ein Schädel von Cadurcodon, ein Vertreter der Amynodontidae (ausgestorbene Unpaarhufer in der Verwandtschaft der Nashörner) und ein Schädelrest von Anthracokeryx aus der Gruppe der Anthracotheriidae (wohl Verwandte der Flusspferde). Des Weiteren kamen einzelne Reste von Beutegreifern zum Vorschein, so ein Schädel von Maofelis, ein Angehöriger der Nimravidae (ausgestorbene säbelzahnige Raubtiere mit engeren Beziehungen zu den Katzen) und ein Teilschädel von Maocyon aus der ebenfalls ausgestorbenen Gruppe der Hyaenodonta (Prädatoren, die eventuell den Raubtieren nahe standen). Der Oberkiefer von Maobrontops ist der südlichste in China aufgefundene Rest der Brontotherien.

## Systematik
Maobrontops ist eine Gattung innerhalb der ausgestorbenen Familie der Brontotheriidae (ursprünglich Titanotheriidae) und der Ordnung der Unpaarhufer. Die Familie wird aufgrund des Zahnbaus teilweise als entfernte Verwandtschaftsgruppe der heutigen Pferde eingestuft. Die Brontotherien waren sehr variantenreich und traten überwiegend im Eozän in Nordamerika und Eurasien auf. Vor allem späte Formen wie Megacerops, die riesenhafte Charakterform der Brontotherien, erreichten gewaltige Größen und sind durch ihre knöchernen Hörner auf der Nase charakterisiert. Innerhalb der Brontotherien gehört Maobrontops zur Unterfamilie Brontotheriinae und zur Tribus der Brontotheriini. Hier wird es in eine Gruppe vornehmlich asiatischer Formen verwiesen, die sich durch eine markante, rammenartige Hornbildung hervorheben und auf der Stufe eines Zwischentribus stehen mit der Bezeichnung Embolotheriita, benannt nach der riesigen Typusform Embolotherium. Die Zwischentribus war ursprünglich von Henry Fairfield Osborn 1929 als Unterfamilie (Embolotheriinae) einzig für Embolotherium wegen des vermeintlich von anderen Brontotherien-Formen abweichenden Aufbaus des Horns eingeführt worden. Im Jahr 2008 verschob Matthew C. Mihlbachler diese jedoch auf die Ebene der Zwischentribus und ordnete ihr weitere Formen zu. Nahe verwandt mit Maobrontops sind unter anderem Pygmaetitan und Nasamplus.
Die wissenschaftliche Erstbeschreibung von Maobrontops wurde von Alexander Olegowitsch Awerjanow und Forscherkollegen im Jahr 2018 durchgeführt. Der Holotyp der Gattung (Exemplarnummer SYSU-M-4) besteht aus dem linken Oberkieferrest mit der vollständig erhaltenen Zahnreihe vom letzten Vormahl- bis zum zweiten Mahlzahn aus dem Maoming-Becken in Südchina. Die Bezeichnung Maobrontops bezieht sich einerseits auf die Stadt Maoming in der Nähe des Fundortes, andererseits auf die Gattung Brontops, einer Synonymbezeichnung für Megacerops. Die Bezeichnung Brontops findet gelegentlich als Namenszusatz bei asiatischen Brontotherien Verwendung. Als einzige anerkannte Art stellten Awerjanow und Kollegen Maobrontops paganus auf. Das Artepitheton leitet sich vom gleichlautenden lateinischen Wort für „rustikal“ oder „bäuerlich“ ab und spielt auf das Sammeln von zahlreichen Fossilien im Maoming-Becken durch Einheimische an.
Mit der Entdeckung von Maobrontops erhöht sich die taxonomische Vielfalt der Brontotherien in Asien. Die Embolotheriita als Terminalgruppe der asiatischen Brontotherien zeigen nach derzeitigem Stand im heutigen südlichen China zwar eine geringere Artanzahl als im Vergleich zum nördlichen China, insbesondere der Inneren Mongolei, es wird dennoch vermutet, dass sich die Gruppe aufgrund der hohen Diversität der nachgewiesenen Formen dort entwickelte und später weiter ausbreitete. Mit Pollyosbornia erreichte ein Vertreter auch nordamerikanischen Boden.